# Aneurophytales
Aneurophytales es un grupo de plantas vasculares extintas que se consideran las más primitivas de las progimnospermas, por lo que probablemente son los árboles más antiguos productores de madera. Se caracterizaron por tener un sistema de ramificación tridimensional, y a diferencia de los árboles y arbustos leñosos actuales, producían esporas en lugar de semillas. Carecían de megafilos, presentando hojas primitivas o folíolos. 